# Ludwik III (król Bawarii)

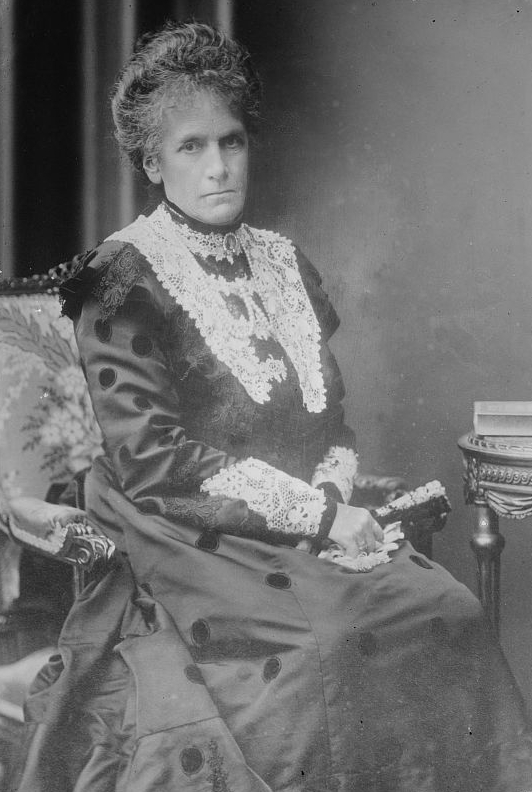
Królowa Maria Teresa, 1913

Ludwik III Wittelsbach, Józef Maria Alojzy Alfred Wittelsbach (ur. 7 stycznia 1845 w Monachium; zm. 18 października 1921 w Sárvár) – ostatni król Bawarii, panujący w latach 1913–1918.

## Życiorys
Ludwik urodził się w Monachium jako najstarszy syn księcia Luitpolda, regenta Bawarii oraz jego żony Augusty Ferdynandy, arcyksiężniczki austriackiej (córki wielkiego księcia Toskanii, Leopolda II). Miał troje rodzeństwa: Leopolda, Teresę i Arnulfa. Ludwik odziedziczył imię po swoim dziadku, królu Bawarii Ludwiku I.
Pierwsze lata życia Ludwik spędził w rezydencji w Monachium, w Pałacu Wittelsbachów. Kiedy skończył dziesięć lat, wraz z rodziną przeniósł się do pałacu Leuchtenberg. W 1861 roku szesnastoletni książę rozpoczął karierę wojskową, kiedy jego wuj Maksymilian II mianował go porucznikiem i dał mu własny batalion. Rok później Ludwik wstąpił na Uniwersytet Ludwika i Maksymiliana w Monachium, gdzie studiował filozofię, historię, prawo i ekonomię. Dnia 23 czerwca 1863 został członkiem Reichstagu. Uczestniczył w wojnie z Prusami. Pod rozkazami swego ojca brał udział w kampanii nad Menem w ramach wojny austriacko-pruskiej. W sumie jednak był przeciwny wszelkim akcjom militarnym.
W 1868 objął honorową prezydenturę w Centralnym Komitecie Związku Rolniczego. Jako członek Reichstagu głosował w 1870 roku za objęciem akceptacją traktatów federalnych. W 1871 kandydował po raz pierwszy w wyborach do Reichstagu z ramienia Bawarskiej Partii Patriotycznej, ale bez sukcesu. W 1875 kupił pałac Leutstetten w Starnbergu i stworzył tam wzorowe gospodarstwo rolne. W 1906 optował się za reformą prawa wyborczego.
Jeszcze jako książę, ale także jako król, lubił Ludwik spacerować po Monachium i spotykać się ze swoimi miejskimi przyjaciółmi w lokalu na Türkenstrasse. Znana dobrze pasja króla do rolnictwa rozwinęła się po objęciu tronu i ludzie na wsi mówili o „militarnym farmerstwie”. Liczne żarty związane z tymi określeniami Ludwik traktował z humorem. Czynnie uczestniczył w rozbudowie kanału na Menie. Podczas I wojny światowej postulował przyłączenie Alzacji oraz części Belgii z Antwerpią do Bawarii, aby południowe Niemcy uzyskały dostęp do morza i większy udział w światowym handlu. Powyższe żądania nie były wyłącznie jego własnym pomysłem, gdyż część partii Centrum miała takie plany. Powodem takich planów były, między innymi, obawy o nadmierny wzrost potęgi Prus.

## Małżeństwo
20 lutego 1868 roku w wiedeńskim kościele świętego Augustyna Ludwik ożenił się z Marią Teresą Habsburg-Este, jedyną córką arcyksięcia Ferdynanda Karola (syna Franciszka IV, księcia Modeny). Ludwik i Maria Teresa mieli trzynaścioro dzieci:
1. Rupprecht (1869–1955) – książę Bawarii
2. Adelgunda Maria Augusta (1870–1958) – żona Wilhelma, księcia Hohenzollern-Sigmaringen
3. Maria Ludwika Teresa (1872–1954) – żona Ferdinando Piusa, księcia Obojga Sycylii, księcia Kalabrii
4. Karl Maria Luitpold (1874–1927)
5. Franz Maria Luitpold (1875–1957) – mąż Isabelli von Croÿ
6. Matylda Maria Teresa (1877–1906) – żona Ludwiga Gastona Klemensa Marii, księcia Sachsen-Coburg-Gotha
7. Wolfgang Maria Leopold (1879–1895)
8. Hildegarda Maria Christina (1881–1948)
9. Notburga Karolina Maria Teresa (1883)
10. Wiltruda Maria Alix (1884–1975) – żona Wilhelma Wirtemberskiego, księcia Urach
11. Helmtruda Maria Amalia (1886–1977)
12. Dietlinda Maria Teresa (1888–1889)
13. Gundelinda Maria Josepha (1891–1983) – żona Johanna Georga, hrabiego Preysing-Lichtenegg-Moos.

## Objęcie tronu i abdykacja

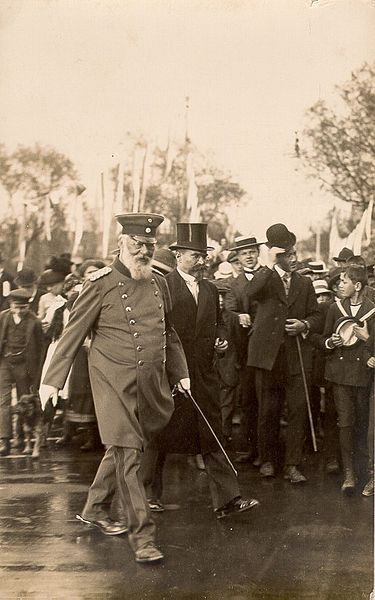
Ludwik III i minister finansów

Ojciec Ludwika zmarł 12 grudnia 1912 roku. Na mocy konstytucji Ludwik przejął tron po królu Ottonie, który cierpiał na chorobę psychiczną. Gdy 6 listopada parlament przystał na zmianę króla, Ludwik złożył przysięgę. Osobiście Ludwik przyjął tytuł niechętnie. 7 listopada 1918 roku, poprzez proklamowanie przez Kurta Eisnera Monachium wolnym miastem, Ludwik III został zmuszony do abdykacji. Był pierwszym niemieckim monarchą, którego spotkał ten los. Mimo kryzysu i narastających wokół problemów nie był do tego przygotowany. O wybuchu rewolucji dowiedział się podczas codziennego popołudniowego spaceru od przechodnia. Po powrocie do pałacu zorientował się, że służba i straż opuściły go, a reszta dworu uciekła do Austrii, gdzie w końcu i królewska para na zamku Anif pod Salzburgiem znalazła swój azyl. 13 listopada 1918 roku zwolnił urzędników, oficerów i żołnierzy z ich obowiązku dochowywania wierności tronowi.
Krótkie panowanie Ludwika III cechował konserwatyzm i katolicyzm. Jego polityka socjalna zdeterminowana była silnie encykliką Rerum Novarum ogłoszoną w 1891 roku przez papieża Leona XIII. Za aprobatą Watykanu ustanowił dzień 14 maja dniem patronalnym Bawarii – w kolejnych latach nie we wszystkich diecezjach bawarskich jednak obchodzonym. Na konferencji biskupów w 1970 roku zmieniono termin tego święta na 1 maja. W sumie Ludwika III uznano za najbardziej niedocenionego władcę w historii, gdyż na czas jego panowania przypadły przełomowe wydarzenia, przez co jego dokonania pozostały w tle i przeszły niezauważone.
Król Bawarii Ludwik III zmarł 18 października 1921 roku na emigracji w Sárvár na Węgrzech na zamku Nádasdy, właścicielami którego Wittelsbachowie byli od 1875 roku do nacjonalizacji. Wraz z żoną został pochowany w katedrze w Monachium.

## Odznaczenia
- Wielki Mistrz Orderu Świętego Huberta[1][2]
- Wielki Mistrz Orderu Świętego Jerzego[1][2]
- Wielki Mistrz Orderu Maksymiliana Józefa[1]
- Wielki Mistrz Orderu Zasługi Korony Bawarskiej[1]
- Wielki Mistrz Orderu Zasługi Świętego Michała[1]
- Wielki Mistrz Orderu Maksymiliana za Naukę i Sztukę[1]
- Wielki Mistrz Orderu Zasługi Wojskowej[1]
- Wielki Mistrz Orderu Ludwika[1]
- Baliw Krzyża Wielkiego Honoru Zakonu Maltańskiego[2]
- Order Annuncjaty (Włochy)[2]
- Order Złotego Runa (Austria)[2]
- Krzyż Wielki Orderu Świętego Stefana (1893, Austro-Węgry)[3]
- Order Orła Czarnego (Prusy)[2]
- Order Korony Rucianej (Saksonia)[2]
- Order Królewski Serafinów (Szwecja)[2]
- Order Świętego Andrzeja (Rosja)[2]
- Krzyż Zasługi Wojennej I i II kl. (Meklemburgia-Strelitz)[4]

## Genealogia
| Prapradziadkowie                                 | Fryderyk Michał Wittelsbach (1724-1767) ∞1746 Maria Franciszka Wittelsbach (1724-1794)                         | ks. Hesji-Darmstadt Jerzy Wilhelm (1722–1782) ∞1748 Maria Leiningen-Dagsburg-Falkenburg (1729–1818)            | ks. Saksonii-Hildburghausen Ernest Fryderyk III (1727–1780) ∞1758 Ernestyna Augusta Saska (1740–1786) | w. ks. Mecklenburgii-Strelitz Karol II (1741–1816) ∞ 1768 Fryderyka Karolina Hessen-Darmstadt (1752–1782) | cesarz rzymski Leopold II Habsburg (1747-1792) ∞1765 Maria Ludwika Burbon (1745-1792)         | król Obojga Sycylii Ferdynand I Burbon (1751-1825) ∞1768 Maria Karolina Habsburg (1752-1814)  | elektor Saksonii Fryderyk Krystian Leopold Wettyn (1722-1763) ∞1747 Maria Antonina Wittelsbach (1724-1780) | Ferdynand I Burbon-Parmeński (1751-1802) ∞1769 Maria Amalia Habsburg (1746-1804)          |
| Pradziadkowie                                    | król Bawarii Maksymilian I Józef Wittelsbach (1756-1825) ∞1785 Augusta Wilhelmina Hessen-Darmstadt (1765-1796) | król Bawarii Maksymilian I Józef Wittelsbach (1756-1825) ∞1785 Augusta Wilhelmina Hessen-Darmstadt (1765-1796) | Fryderyk Wettyn (1763-1834) ∞1785 Charlotta Mecklenburg-Strelitz (1769-1818)                          | Fryderyk Wettyn (1763-1834) ∞1785 Charlotta Mecklenburg-Strelitz (1769-1818)                              | Ferdynand III Habsburg-Lotaryński (1769-1824) ∞1790 Luiza Maria Burbon-Sycylijska (1773-1802) | Ferdynand III Habsburg-Lotaryński (1769-1824) ∞1790 Luiza Maria Burbon-Sycylijska (1773-1802) | Maksymilian Wettyn (1759-1838) ∞1792 Karolina Burbon-Parmeńska (1770-1804)                                 | Maksymilian Wettyn (1759-1838) ∞1792 Karolina Burbon-Parmeńska (1770-1804)                |
| Dziadkowie                                       | król Bawarii Ludwik I Wittelsbach (1786-1868) ∞1810 Teresa Wettyn (1792-1854)                                  | król Bawarii Ludwik I Wittelsbach (1786-1868) ∞1810 Teresa Wettyn (1792-1854)                                  | król Bawarii Ludwik I Wittelsbach (1786-1868) ∞1810 Teresa Wettyn (1792-1854)                         | król Bawarii Ludwik I Wittelsbach (1786-1868) ∞1810 Teresa Wettyn (1792-1854)                             | Leopold II Habsburg-Lotaryński (1797-1870) ∞1817 Maria Anna Wettyn (1799-1832)                | Leopold II Habsburg-Lotaryński (1797-1870) ∞1817 Maria Anna Wettyn (1799-1832)                | Leopold II Habsburg-Lotaryński (1797-1870) ∞1817 Maria Anna Wettyn (1799-1832)                             | Leopold II Habsburg-Lotaryński (1797-1870) ∞1817 Maria Anna Wettyn (1799-1832)            |
| Rodzice                                          | Luitpold Wittelsbach (1821-1912) ∞1844 Augusta Ferdynanda Habsburg-Lotaryńska (1825-1864)                      | Luitpold Wittelsbach (1821-1912) ∞1844 Augusta Ferdynanda Habsburg-Lotaryńska (1825-1864)                      | Luitpold Wittelsbach (1821-1912) ∞1844 Augusta Ferdynanda Habsburg-Lotaryńska (1825-1864)             | Luitpold Wittelsbach (1821-1912) ∞1844 Augusta Ferdynanda Habsburg-Lotaryńska (1825-1864)                 | Luitpold Wittelsbach (1821-1912) ∞1844 Augusta Ferdynanda Habsburg-Lotaryńska (1825-1864)     | Luitpold Wittelsbach (1821-1912) ∞1844 Augusta Ferdynanda Habsburg-Lotaryńska (1825-1864)     | Luitpold Wittelsbach (1821-1912) ∞1844 Augusta Ferdynanda Habsburg-Lotaryńska (1825-1864)                  | Luitpold Wittelsbach (1821-1912) ∞1844 Augusta Ferdynanda Habsburg-Lotaryńska (1825-1864) |
| Ludwik III Wittelsbach (1845-1921), król Bawarii | | | | |                                                                                               |                                                                                               | |                                                                                           |

## Literatura
- Alfons Beckenbauer, Ludwig III. von Bayern 1845–1921. Ein König auf der Suche nach seinem Volk., Pustet, Regensburg 1987, ISBN 3-7917-1130-X (Biographie)
- Heinrich Biron, Ludwig III.(in er Reihe Königreich Bayern)., TR Verlagsunion, München 2006, ISBN 3-8058-3769-0
- Hubert Glaser, Ludwig II. und Ludwig III. – Kontraste und Kontinuitäten. [w:] Zeitschrift für bayerische Landesgeschichte 59 (1996), S. 1–14.
- Eberhard Straub, Die Wittelsbacher. Siedler, Berlin 1994, ISBN 978-3-88680-467-2